# Izalla

Estats arameus a Mesopotàmia al segle IX aC

Izalla (a vegades Zallaya o Azalla) o Bit Yahiri fou un estat arameu de situació exacta desconeguda. Molts historiadors consideren que estava a la part occidental del Tur Abdin, però altres com M. Liverani o G. Maspero, el situen cap al Tektek Dagh, unes muntanyes a l'est d'Urfa, i la plana entre aquestes muntanyes i el mont Kashiari. L'estat existia vers el 1000 aC i un segle després fou sotmès a tribut per Adadnirari II (912-891 aC). Assurnasirpal II hi va passar durant una de les seves expedicions el 882 aC i potser ja era territori de domini directe assiri. Posteriorment el nom d'Izallu va agafar un caràcter geogràfic regional que arribava sens dubte almenys fins a la meitat del Tur Abdin. A Izalla i Uraštu s'esmenten combats dels egipcis fins al 606 aC però no s'identifica als enemics o aliats; molt probablement hi havia encara resistència assíria contra els medes, en aliança amb els egipcis.

## Nota
1. ↑  Studies on the Annals of Ashurbanipal II, Roma 1992